# Phoenix (álbum de Rita Ora)
Phoenix é o segundo álbum de estúdio da cantora britânica Rita Ora, lançado em 23 de novembro de 2018 através da Atlantic Records.

## Promoção

### Singles
"Your Song" foi lançado em 26 de maio de 2017 como o primeiro single do álbum. A música chegou ao número sete no UK Singles Chart, tornando-se o nono single de Ora, alcançando o top 10 no Reino Unido.
"Anywhere" foi lançado em 20 de outubro de 2017 como o segundo single do álbum. A música alcançou o número dois no UK Singles Chart, tornando-se o décimo primeiro single do Ora, com 10 discos de platina no Reino Unido.
"Girls", com a participação de Cardi B, Bebe Rexha e Charli XCX, foi lançado em 11 de maio de 2018. Ora tocou a música ao vivo pela primeira vez no BBC Radio 1's Big Weekend, um ano antes de seu lançamento oficial.
"Let You Love Me" foi lançado em 21 de setembro de 2018, servindo como quarto single do álbum. Chegando a posição de número 5, fazendo de Ora a britânica com o maior número de hits na história do Reino Unido.
"Only Want You" foi lançado como quinto single do álbum em 01 de março de 2019, com a participação do rapper americano 6lack.

### Singles em outros projetos
"Lonely Together" foi lançado em 11 de agosto de 2017 como um single do EP, de Avicii intitulado Avīci (01). A música alcançou o número quatro no UK Singles Chart.
"For You" foi lançado com Liam Payne em 5 de janeiro de 2018 como o single principal da trilha sonora de Fifty Shades Freed. O single alcançou o top 10 no Reino Unido, alcançando o número oito, tornando-se o décimo segundo single de 10 no Reino Unido de Ora.

## Divulgação

### Turnê
Em 29 de outubro de 2018, Ora anunciou que iria embarcar na Phoenix World Tour em 2019. A turnê consiste em 24 datas de shows na Europa, Ásia e Oceania de 1º de março a 29 de maio de 2019.

## Lista de faixas
| N.º | Título                                         | Compositor(es)                                                                                              | Produtor(es)                                      | Duração |  |
| 1.  | "Anywhere"                                     | Rita Ora, Alexandra Tamposi, Alessandro Lindblad, Nolan Lambroza, Andrew Wotman, Nicholas Gale, Brian D Lee | Alesso, Watt, Sir Nolan                           | 3:35    |  |
| 2.  | "Let You Love Me"                              | Ora, Frederik Gibson, Finn Keane, Jonnali Parmenius, Linus Wiklund, Ilsey Juber                             | EasyFun, Gibson                                   | 3:10    |  |
| 3.  | "New Look"                                     | Parmenius, Juber, Jordan Suecof, Jakob Hazell, Svante Halldin                                               | Jack & Coke                                       | 2:34    |  |
| 4.  | "Lonely Together" (com Avicii)                 | Tim Bergling, Magnus August Høiberg, Benjamin Levin, Tamposi, Wotman, Lee                                   | Avicii, Cashmere Cat, Benny Blanco, Watt          | 3:01    |  |
| 5.  | "Your Song"                                    | Ed Sheeran, Steve McCutcheon                                                                                | Steve Mac                                         | 3:00    |  |
| 6.  | "Only Want You"                                | Emily Warren, Tamposi, Wotman, Louis Bell, Carl Austin Rosen                                                | Watt, Bell                                        | 3:00    |  |
| 7.  | "First Time High"                              | Tamposi, Wotman, John Ryan, Julian Scanlan                                                                  | Watt, Slushii                                     | 3:02    |  |
| 8.  | "For You" (com Liam Payne)                     | Ali Payami, Tamposi, Wotman                                                                                 | Payami, Watt, Peter Karlsson                      | 4:05    |  |
| 9.  | "Summer Love" (com Rudimental)                 | Ora, Deleon Blake, Amir Izadkhah, Piers Aggett, Kesi Dryden, Leon Rolle, Yogesh Tulsiani, Romeo Testa       | Rudimental, Yogi                                  | 4:17    |  |
| 10. | "Girls" (com Cardi B, Bebe Rexha e Charli XCX) | Ora, Tamposi, Lee, Belcalis Almanzar, Jonathan Coffer, Benjamin Diehl, Kleonard Raphael, Jordan Thorpe      | Watt, Jonny Coffer, Ben Billions, Jerome Williams | 3:41    |  |
| 11. | "Keep Talking" (com Julia Michaels)            | Julia Michaels, Justin Tranter, Tor Hermansen, Mikkel Eriksen                                               | Stargate, Danny D, Tim Blacksmith                 | 3:33    |  |
| 12. | "Hell of a Life"                               | Tamposi, Lee, Wotman, Bell                                                                                  | Watt, Bell                                        | 3:55    |  |

| Phoenix – Edição Deluxe |                     |                                          |                                     |         |  |
| N.º                     | Título              | Compositor(es)                           | Produtor(es)                        | Duração |  |
| 13.                     | "Velvet Rope"       | Ora, James Napier, Samuel Romans         | Jimmy Napes, ROMANS, Caspar         | 3:55    |  |
| 14.                     | "Falling to Pieces" | Ora, Wotman, Gale, Lee, Oliver Roddigan  | Watt, Digital Farm Animals, GA      | 4:21    |  |
| 15.                     | "Cashmere"          | Tamposi, Wotman, Ryan, Julian Bunetta    | Watt, Ryan, Bunetta                 | 2:55    |  |
| 16.                     | "Soul Survivor"     | Ora, Georgia Overton, Eriksen, Hermansen | Stargate, Watt, Danny D, Blacksmith | 3:29    |  |

| Phoenix – Edição japonesa |                                |                                                     |                         |         |  |
| N.º                       | Título                         | Compositor(es)                                      | Produtor(es)            | Duração |  |
| 13.                       | "Anywhere" (R3hab remix)       | Ora, Lindbald, Tamposi, Wotman, Lee, Gale, Lambroza | Alesso, Watt, Sir Nolan | 2:54    |  |
| 14.                       | "Let You Love Me" (Möwe remix) | Ora, Parmenius, Wiklund, Juber, Gibson, Keane       | EasyFun, Gibson         | 3:06    |  |

## Histórico de lançamento
| Região | Data                | Formato                   | Gravadora          | Edição        |
| ------ | ------------------- | ------------------------- | ------------------ | ------------- |
| Vários | 23 de novembro 2018 | CD download digital vinil | Atlantic UK Warner | Padrão Deluxe |